# Roberto Luongo
Roberto Luongo (ur. 4 kwietnia 1979 w Montrealu) – kanadyjski hokeista, reprezentant Kanady, trzykrotny olimpijczyk.
Jego bracia Leo (ur. 1984) i Fabio (ur. 1986) zostali trenerami bramkarskimi.

## Kariera
- Montréal-Bourassa Collège Fr. (1994-1995)
- Val-d’Or Foreurs (1995-1998)
- Acadie-Bathurst Titan (1998-1999)
- Lowell Lock Monsters (1999-2000)
- New York Islanders (1999-2000)
- Florida Panthers (2000-2006)
  -  Louisville Panthers (2000)
- Vancouver Canucks (2006-2014)
- Florida Panthers (2014-2019)

Przez cztery sezony grał w kanadyjskiej lidze juniorskiej QMJHL w ramach CHL. W drafcie NHL z 1997 został wybrany przez New York Islanders. W tej drużynie zadebiutował w lidze NHL w 1999 roku. Później przez pięć lat grał w Florida Panthers. Od 2006 zawodnik Vancouver Canucks. We wrześniu 2009 przedłużył kontrakt z klubem o dwanaście lat (ważny do 2022 roku). Od marca 2014 ponownie zawodnik Florida Panthers (w toku wymiany czterech graczy między klubami, m.in. za bramkarza Jacoba Markströma). W czerwcu 2019 ogłosił zakończenie kariery zawodniczej.
Uczestniczył w turniejach mistrzostw świata w 2001, 2003, 2004, 2005, Pucharu Świata 2004 oraz na zimowych igrzyskach olimpijskich 2006, 2010, 2014.
W listopadzie 2019 objął stanowisko specjalnego asystenta menedżera generalnego w klubie Florida Panthers.

## Sukcesy

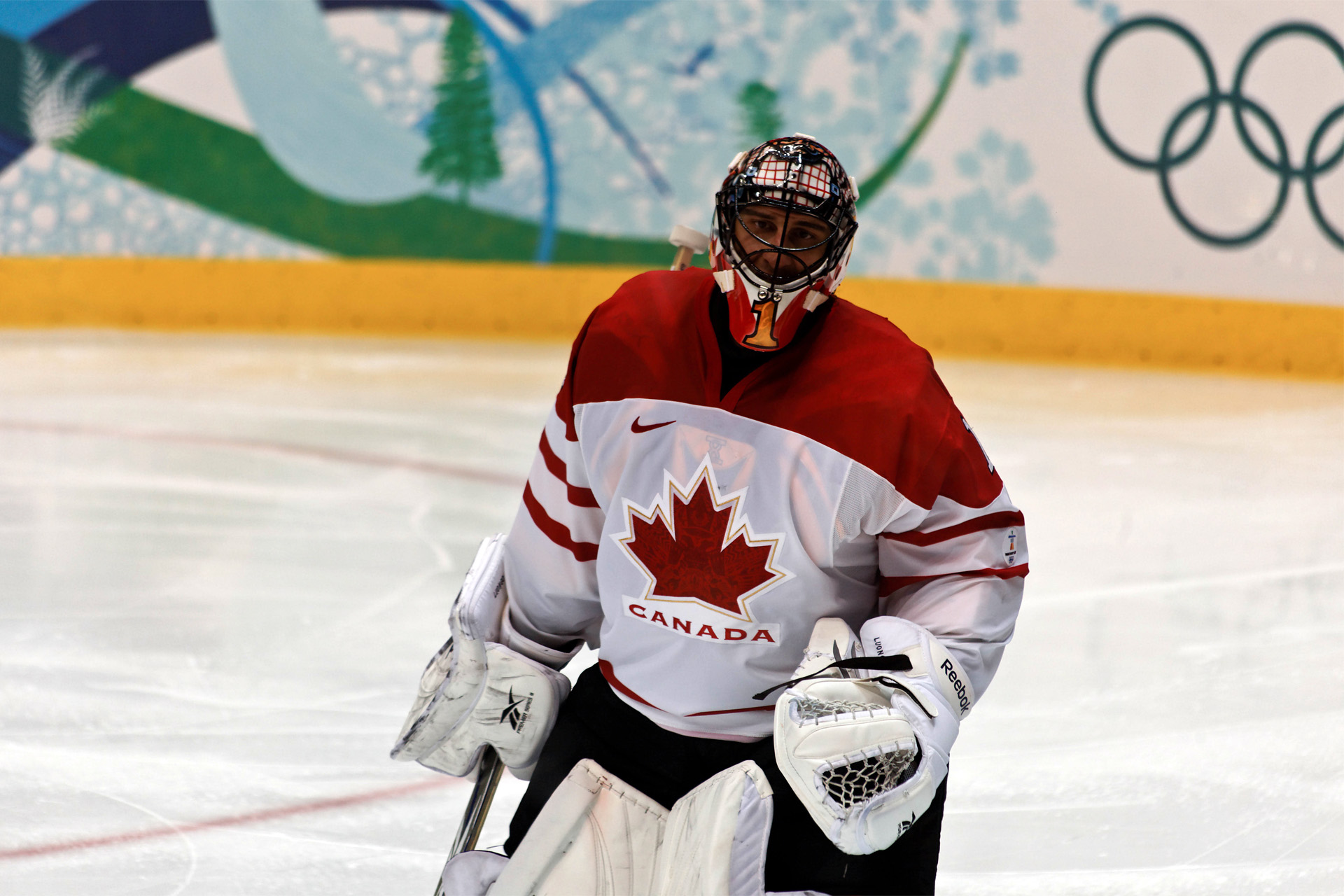
Roberto Luongo podczas ZIO 2010

Reprezentacyjne
- Srebrny medal mistrzostw świata juniorów do lat 20: 1999
- Złoty medal mistrzostw świata: 2003, 2004
- Złoty medal Pucharu Świata: 2004
- Srebrny medal mistrzostw świata: 2005
- Złoty medal zimowych igrzysk olimpijskich: 2010, 2014

Klubowe
- Coupe du Président - mistrzostwo QMJHL: 1998 z Val-d’Or Foreurs, 1999 z Titan d'Acadie-Bathurst
- Mistrzostwo dywizji NHL: 2007, 2010, 2011, 2012 z Vancouver Canucks
- Mistrzostwo konferencji NHL: 2011, 2012 z Vancouver Canucks
- Clarence S. Campbell Bowl: 2011 z Vancouver Canucks
- Presidents’ Trophy: 2011, 2012 z Vancouver Canucks
- Finalista Pucharu Stanleya: 2011 z Vancouver Canucks

Indywidualne
- Sezon QMJHL 1996/1997:
  - Mike Bossy Trophy - najlepiej zapowiadający się profesjonalista
- Mistrzostwa świata juniorów do lat 20 w 1999:
  - Skład gwiazd turnieju
  - Najlepszy bramkarz turnieju
- Mistrzostwa Świata w Hokeju na Lodzie 2004:
  - Skład gwiazd turnieju
- Sezon NHL (2006/2007):
  - Drugi skład gwiazd
- Sezon NHL (2008/2009):
  - NHL All-Star Game
  - NHL Scotiabank Fan Fav Award
- Sezon NHL (2010/2011):
- William M. Jennings Trophy